# William Badgley
William Badgley, né le 27 mars 1801 à Montréal et mort le 24 décembre 1888 à Montréal, fut un avocat, un juge et un homme politique au Bas-Canada. Il fut un opposant au Parti patriote. Pour cette cause, il participa à la fondation de l’Association constitutionnelle de Montréal en 1834. Il fut également un député à l'Assemblée législative du Canada-Uni dans la circonscription de Missisquoi de 1847 à 1851.

## Biographie
Badgley fut le fils de Francis Badgley, marchand, et d'Elizabeth Lilly. Il étudia à la Classical and Mathematical School de Montréal. Il fit d'abord l'apprentissage des affaires durant quatre ans, pour ensuite s'orienter vers le droit. Il fut admis au Barreau du Bas-Canada le 20 novembre 1823, et fonda alors le cabinet Badgley and Abbott (dont le successeur contemporain se nomme Borden Ladner Gervais). De 1830 à 1834, la maladie l’obligea à séjourner en Europe. À Londres, en 1834, il épousa Elizabeth Wallace Taylor, fille du colonel J. W. Taylor, de la Compagnie britannique des Indes orientales. Ils auront six enfants. 
En 1844, il fut nommé juge de la Cour de circuit du district de Montréal. Trois ans plus tard, il quitta ce poste pour devenir conseiller de la reine. Il fut par la suite bâtonnier du Barreau de Montréal de 1853 à 1855, professeur de droit au McGill College de 1855 à 1857 et premier doyen de la Faculté de droit de cette institution. En 1855, il devint juge puîné de la Cour supérieure du Bas-Canada, et en 1863 il accèda à la Cour du banc de la reine. Enfin, il devint juge adjoint pro tempore jusqu'à la fin de 1864, puis juge puîné de 1866. Atteint de surdité, il quitta la magistrature en 1874, et ouvrit un bureau de conseiller juridique.
Parallèlement à sa carrière juridique, Bagdley s'impliqua en politique au Bas-Canada. À son retour d'Europe, en 1834, il fut cofondateur de l’Association constitutionnelle de Montréal, regroupant des opposants au Parti patriote, surtout des marchands. En 1837, Badgley et George Moffatt se rendirent au Royaume-Uni afin d’exposer les doléances du Parti bureaucrate (l'opposant du Parti patriote à la Chambre d'assemblée) et de faire pression en faveur de l'union du Haut et du Bas-Canada. Badgley et Moffatt retournèrent au Bas-Canada en 1838, lorsque prit fin la rébellion des Patriotes.
En 1840, l'Acte d'Union fut promulgué. Le 23 avril 1847, il devint procureur général du Bas-Canada dans le gouvernement de William Henry Draper et de Denis-Benjamin Papineau, et au sein du suivant sous Henry Sherwood et Papineau. Le 10 juin, en tant que Tory, il se fit élire à l'Assemblée législative du Canada-Uni dans la circonscription de Missisquoi lors d'une élection partielle en défaisant Bartholomew Conrad Augustus Gugy. En 1851, c'est dans la circonscription de Montréal qu'il est élu. Il fut finalement défait par Luther Hamilton Holton en 1854. Badgley fut aussi major de milice, et grand maître de la Grande Loge maçonnique provinciale du district de Montréal et William Henry en 1850. Il décéda à Montréal, le 24 décembre 1888.